# Курт Г. Дебус
Курт Генріх Дебус (англ. Kurt Heinrich Debus, 29 листопада 1908 — 10 жовтня 1983) — німецько-американський ракетний інженер і директор НАСА. Народився в Німеччині, він був членом Schutzstaffel (СС) під час Другої світової війни, де служив керівником льотних випробувань V-зброї. Після війни його привезли до Сполучених Штатів під час операції «Скріпка», де він керував проектуванням, розробкою, будівництвом та експлуатацією засобів запуску Сатурна НАСА. Став першим директором Центру пускових операцій НАСА (пізніше перейменованого на Космічний центр Кеннеді), і під його керівництвом НАСА здійснило 150 запусків військових ракет і космічних апаратів, у тому числі 13 запусків ракети Сатурн V як частини програми посадки Аполлон на Місяць.